# وائوبژیخ
وائوبژیخ (لهستانی: Wałbrzych؛ ‏Polish: [ˈvawbʐɨx] ()) از شهرهای استان سیلزی سفلی در جنوب غربی کشور لهستان است. طبق آمارگیری سال ۲۰۰۹ جمعیت این شهر بالغ بر ۱۲۱۹۱۹ نفر است.

## منابع

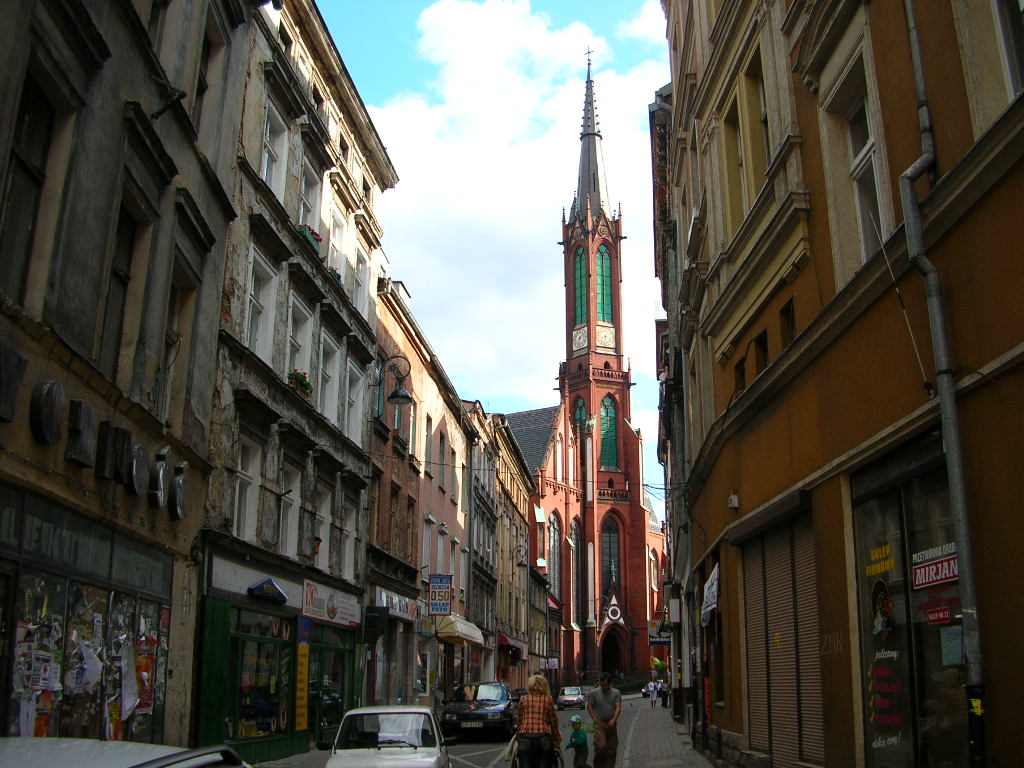

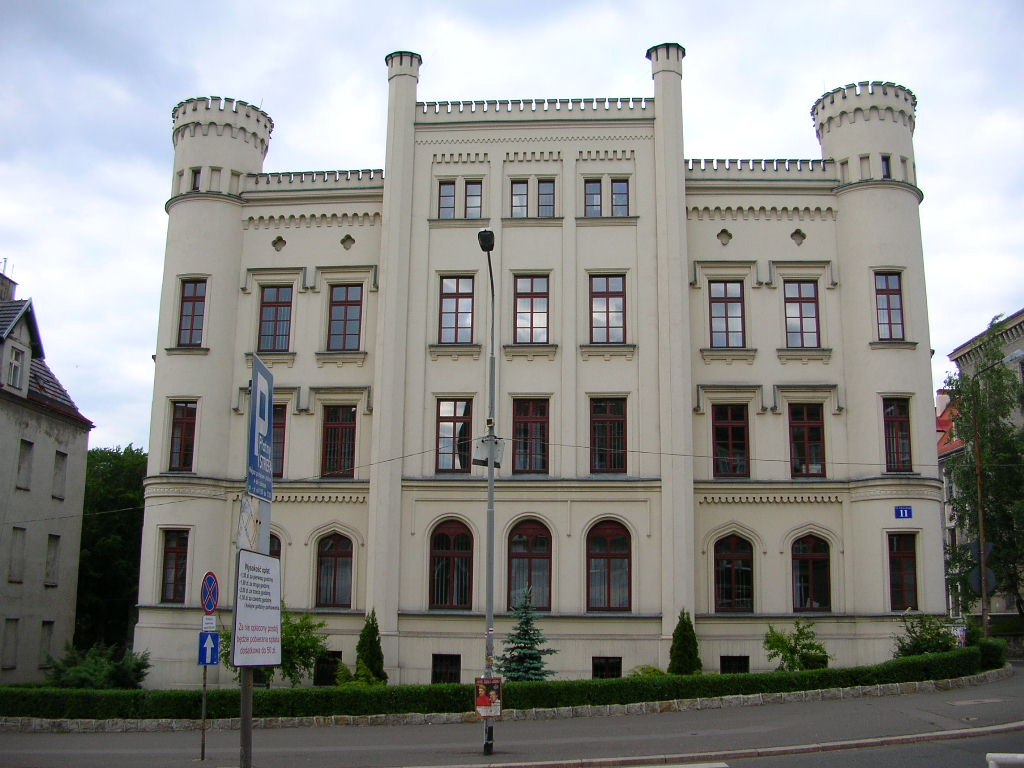